# Ebbe Parsner
Ebbe Vestermann Parsner, danski veslač, * 6. junij 1922, København,  † 24. oktober 2013.
Parsner je za Dansko nastopil na Poletnih olimpijskih igrah 1948 in 1952.
Leta 1948 je s soveslačem Aagejem Larsnom v dvojnem dvojcu osvojil srebrno medaljo, štiri leta kasneje pa sta bila v isti disciplini izločena v prvem repesažu. 